# Gomphidictinus perakensis
Gomphidictinus perakensis är en trollsländeart som först beskrevs av Harry Hyde Laidlaw, Jr. 1902.  Gomphidictinus perakensis ingår i släktet Gomphidictinus och familjen flodtrollsländor. IUCN kategoriserar arten globalt som livskraftig. Inga underarter finns listade i Catalogue of Life.